# Окшешин (Мазовецьке воєводство)
Окшешин (пол. Okrzeszyn) — село в Польщі, у гміні Констанцин-Єзьорна Пясечинського повіту Мазовецького воєводства.
Населення — 176 осіб (2011).
У 1975-1998 роках село належало до Варшавського воєводства.

## Демографія
Демографічна структура станом на 31 березня 2011 року:
|          | Загалом | Допрацездатний вік | Працездатний вік | Постпрацездатний вік |
| -------- | ------- | ------------------ | ---------------- | -------------------- |
| Чоловіки | 86      | 18                 | 64               | 4                    |
| Жінки    | 90      | 29                 | 48               | 13                   |
| Разом    | 176     | 47                 | 112              | 17                   |